# 452 a.C.

## Eventos
- 82a olimpíada: Lico de Larissa, vencedor do estádio.[1]
- Tito Menênio Lanato e Públio Séstio Capitolino, cônsules romanos.
- Trinta anos de paz entre Argos e Esparta.
- Cinco anos de trégua entre Atenas e Peloponeso.